# Флиппен, Джей Си
Джей С. Флиппен (англ. Jay C. Flippen; 6 марта 1899 года — 3 февраля 1971 года) — американский характерный актёр. Более всего известен своими работами в кино 1940–50-х годов, а также на телевидении в 1960-е.
Среди наиболее заметных картин с участием Флиппена — «Грубая сила» (1947), «Они живут по ночам» (1949), «Винчестер 73» (1950), «Лемон Дроп Кид» (1951), «Излучина реки» (1952), «Дикарь» (1953), «Далёкий край» (1954) «Оклахома!» (1955), «Убийство» (1956) и «Дикая река» (1960).
На телевидении самой значительной работой Флиппена стала роль старшины в 31 эпизоде военного ситкома «Энсин О’Тул» (1962-63).
После ампутации ноги в 1964 году Флиппен нашёл в себе силы для продолжения актёрской карьеры, которая продолжалась ещё в течение семи лет вплоть до его смерти.

## Ранние годы и начало карьеры
Джей С. Флиппен родился 6 марта 1899 года в Литл-Роке, Арканзас . Как отмечено в «Нью-Йорк Таймс», «его обучение было бессистемным, главным образом потому, что он более интересовался тем, как рассмешить людей, чем занятиями». Обладая склонностью к актёрской игре с ранних лет, Флиппен набирался опыта в местных шоу талантов, которые продюсировала его мать, которая также преподавала бальные танцы. Уже в подростковом возрасте он стал работать на подмене в спектаклях городского театра Majestic. Флиппен вспоминал: «Когда кто-либо из заявленных актёров заболевал, директор театра вызывал мою мать, а она вызвала меня. Формат и материал программы не имели значения. У меня в запасе был миллион шуток».
Когда в 16-летнем возрасте Флиппен играл негра в местном менестрель-шоу, его заметил директор гастролирующего театра, взяв его в своё шоу в качестве дублёра, где вскоре Флиппен уже играл в основном составе. Позднее Флиппен работал с известным комиком Элом Джолсоном, после чего перешёл в бурлеск. Как вспоминал Флиппен, «у нас было 14 шоу в неделю, утреннее и вечернее представление каждый день, и каждую неделю было новое шоу. Это была великолепная школа подготовки к актёрской карьере» .

## Театральная карьера на Бродвее в 1920—1944 годах
В 1920 году знаменитый чернокожий комик Берт Уильямс дал Флиппену его первую театральную роль в нью-йоркском шоу. Очень быстро Флиппен подписал договор со знаменитыми театральными продюсерами, братьями Шуберт, и к середине 1920-х годов он уже был звездой. Как отмечает историк кино Хэл Эриксон, «артисты того времени должны были петь, танцевать, исполнять драматические роли и заниматься клоунадой с равным мастерством, и молодой Флиппен не давал слабину ни в одном из этих компонентов».
В период с 1925 по 1930 год Флиппен сыграл в шести бродвейских шоу, среди которых две первых — «Июньские дни» (1925) и «Здравствуй, Лола» (1926) были музыкальными комедиями, а остальные — эстрадными ревю. Позднее Флиппен некоторое время играл в сверхпопулярном эстрадном шоу «Ад раскрылся», которое с 1938 по 1941 год выдержало 1404 представления. В 1944 году он сыграл в своём последнем бродвейском шоу «Выход на поклон».

## Прочая деятельность в предвоенные и военные годы
В 1930 году Флиппен расширил свой исполнительский репертуар, включив в него радио, где демонстрировал свои комические таланты в собственном радиошоу The FlippenCies. Вскоре он уже выступал в таких радиопрограммах, как «Любительский час полковника Флиппена», «Заслужи свой отпуск», «Битва полов» и «Пожалуйста, поправьте». В свободное время Флиппен «совершенствовал свои навыки импровизации» в качестве радиокомментатора бейсбольных матчей клуба «Нью-Йорк Янкис», ведя репортажи прямо на кромке поля. Кроме того, в 1931 году он принял участие в первых экспериментах с телевидением, когда звук поступал по радиоканалу.
В 1929 году Флиппен дебютировал в кино в забытой комедийной короткометражке «Домашнее издание». В 1934 году Флиппен сыграл маленькие роли в фильмах студии Universal — «Выкуп в миллион долларов» с Эдвардом Арнольдом и Филлипсом Холмсом, и на Fox — в фильме «Мари Галант» с участием Спенсера Трейси.
В годы Второй мировой войны в качестве одного из руководителей Американской гильдии эстрадных актёров Флиппен возглавил несколько гастрольных поездок по всей стране для сбора средств в пользу Красного креста.

## Кинокарьера в 1947—1963 годы
После Второй мировой войны Флиппен переехал из Нью-Йорка в Голливуд, и со второй половины 1940-х годов его кинокарьера пошла на подъём. В 1947 году друг Флиппена, сценарист и продюсер Марк Хеллингер взял его на роль тюремного надзирателя в фильм нуар «Грубая сила» (1947). Высоко оцененная как «мощная, насыщенная экшном история», этот фильм рассказывал о подготовке и осуществлении побега из тюрьмы группы заключённых. Фильм был принят с восторгом. В характерном отклике журнал Newsweek назвал его «мощной, даже садистской мелодрамой с моментами ужасающего экшна и кульминацией, от которой волосы станут дыбом». Фильм был отмечен целой серией удачных актёрских работ, сыгранных относительными дебютантами в кино, однако «небольшая роль Флиппена в роли надсмотрщика не была замечена критиками». После этой картины Флиппен сыграл в клишированной приключенческой ленте «Интрига» (1947) с Джорджем Рафтом, приятной музыкальной биографии композитора-песенника Фреда Фишера «О, красивая куколка» (1949), нуаровой мелодраме «Женский секрет» (1949), которая «несмотря на постановку Николаса Рэя и первоклассных актёров, была путанной и банальной», а также в зажигательной ленте «К морю на кораблях» (1949) о морских приключениях XIX века.
В 1949 году вышла одна из лучших картин Флиппена, фильм нуар Николаса Рэя «Они живут по ночам» (1949). В этой ленте Флиппен сыграл важную роль матёрого уголовника Т-Даба, который сбегает из тюрьмы вместе с двумя сокамерниками — Чикамау (Говард да Сильва) и Артуром «Боуи» Бауэрсом (Фарли Грейнджер). После успешного ограбления троица разделяется, и Боуи женится на доброй и порядочной племяннице Чикамау по имени Кичи (Кэти О’Доннелл), полностью порывая с преступностью. Но позднее, когда Чикамау и Т-Дабу снова требуются деньги, они принуждают Боуи принять участие ещё в одном ограблении, которое однако заканчивается гибелью Т-Даба. Чикамау позднее также убивают, когда он пытается ограбить алкогольный магазин, а на Боуи начинается настоящая охота в общенациональном масштабе. В стремительном и трогательном финале фильма сестра Т-Даба (Хелен Крейг) выдаёт Боуи и Кичи властям в тот момент, когда они скрываются в её мотеле, и Боуи убивает полиция . Как публика, так и критики приняли фильм с восторгом. Обозреватель Motion Picture Herald назвал его «потрясающей вещью,… сочетающей сильный сценарий с мощной постановкой и великолепной актёрской игрой», а Флиппена отдельно отметил журнал Variety за его «первоклассный… образ преступника». В 1962 году в интервью журналу TV Guide Флиппен рассказывал, что он не был основным кандидатом на роль Т-Даба: «Режиссёр Николас Рэй потратил кучу времени, уговаривая главу RKO Дора Шари взять меня на эту роль». Шари говорил: «Флиппен? Так он же комик, и все об этом знают. Предположим, что он может играть — в чём я сильно сомневаюсь — но он определённо не сможет сыграть сцену, где должен отшлёпать по лицу Грейнджера». Как рассказывал Флиппен, перед съёмкой этой сцены он спросил у Грейнджера разрешения: «Парень, ты не против, если я отмочалю тебя?». Как далее вспоминал актёр, «в итоге картина была большим хитом, но в течение какого-то времени я не мог получить комедийную роль». «Флиппен? Нет!» — отвечали его агенту. «Я видел, как он бил Фарли Грейнджера».
В 1950-е годы Флиппен сыграл почти в 40 фильмах, среди которых было несколько успешных картин, в частности, «выдающийся вестерн» «Винчестер 73» (1950) с Джеймсом Стюартом, где он сыграл сержанта кавалерии, вестерн «Два флага на Запад» (1950), на этот раз с Джозефом Коттеном и Линдой Дарнелл и военная драма «Летающие морпехи» (1951) с Джоном Уэйном и Робертом Райаном. В последнем фильме Флиппен предстал в шутливой роли армейского сержанта, который постоянно крадёт что-то в других ротах, чтобы его собственное подразделение было хорошо оснащено.
Фильм нуар «Народ против О’Хары» (1951) рассказывает историю бывшего адвоката Джеймса Кёртейна (Спенсер Трейси), который берётся защитить мальчика, обвинённого в стрельбе со смертельным исходом. В небольшой, но значимой роли Флиппен сыграл шведского моряка Свена Норсона, который в обмен на свои свидетельские показания берёт плату как от Кёртейна, так и от окружного прокурора (Джон Ходяк). За создание образа двуличного моряка Флиппен был отмечен в нескольких рецензиях. В частности, Филип К. Шойер из Los Angeles Times назвал его «мастером, играющим без всякого напряжения», а В. Е. Оливер из Los Angeles Evening Herald Examiner включил его работу в число «хороших ролей», сыгранных актёрами второго плана.
В фильме нуар «История в Лас-Вегасе» (1952) Флиппен сыграл шерифа, которого отличает любовь к рыбалке и чрезмерно раздутое чувство собственной значимости. Его довольно комичная игра обратила на себя внимание одного обозревателя, который написал, что он «адекватен требованиям», но сама картина провалилась в прокате и была раскритикована критиками. Так, Босли Краузер в «Нью-Йорк Таймс» назвал его «одним из тех фильмов про азартные игры, от которого остаётся впечатление, что он делался прямо в процессе работы», а обозреватель Variety написал: «Главным недостатком фильма являются неясные мотивы главных персонажей. Немного больше света на это очень помогло бы, но сценаристы и режиссёр, вероятно, предпочитают держать как зрителей, так и актёров во мраке».
На протяжении последующих лет Флиппен играл в фильмах разного качества. Некоторые из них, по словам Хэннсберри, «были выдающимися», среди них вестерн «Излучина реки» (1952) с Джеймсом Стюартом, классический фильм про бунтующих байкеров «Дикарь» (1953) с Марлоном Брандо, напряжённый вестерн «Человек без звезды» (1955) с Кирком Дугласом и популярный мюзикл «Оклахома!» (1955) с участием Гордона Макрея и Глории Грэм. Он также сыграл симпатичного пьяницу в вестерне «Далёкий край» (1955), инспектора полиции в фильме нуар об ограблении «Пересечь шесть мостов» (1955) и тренера по бейсболу в военной драме «Стратегическое воздушное командование» (1955). Другие фильмы Флиппена, по мнению Хэннсберри, «находились в диапазоне от посредственных до откровенно слабых», включая «Громовой залив» (1953), который «несмотря на новый широкий формат изображения и стереофонический звук с тремя колонками, провалился в прокате». Неудачами этого периода также стали «мучительный эскапистский фильм» «К востоку от Суматры» (1953), скучная мелодрама о побеге из тюрьмы в формате 3D «Каньон дьявола» (1953) и слабый вестерн с Кларком Гейблом «Король и три королевы» (1956).
Как отмечает Хэннсберри, «Флиппен воспрял после этих забываемых фильмов со своим последним фильмом нуар „Убийство“ (1956). В этом великолепном фильме рассказывалось о тщательно проработанном ограблении стадиона для собачьих бегов, которое с помощью группы помощников организовал уголовник Джонни Клей (Стерлинг Хэйден)». В этой картине Флиппен сыграл роль финансиста «с необычной влюблённостью в Джонни, который даёт деньги на операцию». В конце концов весь план идёт под откос, однако герой Флиппена оказывается единственным членом банды, который остаётся невредимым. Хотя один из рецензентов отметил Флиппена как создавшего «интересный, но не новый образ», сам фильм остаётся безусловно лучшим из его нуаров, и заслужил высокой оценки в Variety за свой «напряжённый и полный саспенса ход, который приводит его к неожиданной и ироничной развязке».
Остальные фильмы Флиппена 1950-х годов, по мнению Хэннсберри, «мало чем запомнились». Исключениями, заслуживающими упоминания, являются жестокий вестерн «Полёт стрелы» (1957), в котором он сыграл индейца сиу по имени Бродячий Койот, первоклассный нуаровый детектив «Это случилось в полночь» (1957) с Тони Кёртисом, где Флиппен сыграл важную роль сержанта полиции, и захватывающий драматический вестерн «Клеймо Хэллидеев» (1957), где Флиппен был отцом индейского мальчика-полукровки.
В начале 1960-х годов Флиппен появился на большом экране в серии вестернов, среди них «Дикая река» (1960) с Монтгомери Клифтом в постановке Элии Казана, «Грабители» (1960) с Джеффом Чандлером, стремительная драма «Как был завоёван Запад» (1962) с полностью звёздным составом, и пародия на вестерн «Кэт Баллу» (1965) с Джейн Фондой и Ли Марвином.

## Работа на телевидении в 1951—1963 годах
С середины 1950-х годов он стал работать на телевидении, исполняя в основном гостевые роли. Он, в частности, снимался в сериалах «Разыскивается живым или мёртвым» (1958), «Сыромятная плеть» (1959-65), «Неприкасаемые» (1959-62), «Дилижанс на Запад» (1961), «Шоу Дика Ван Дайка» (1962) и «Дымок из ствола» (1964). В 1962-63 годах на канале NBC-TV он играл постоянную роль сварливого капитана Гомера Нельсона в 31 эпизоде военного ситкома «Энсин О’Тул».

## Ампутация ноги и продолжение карьеры
В 1963 году во время съёмок фильма «Кэт Баллу» с Флиппеном произошёл несчастный случай, угрожавший положить конец его длительной и успешной карьере. Открывая дверцу автомобиля, он поранил правую ногу, в результате чего началось воспаление. Поначалу актёр пытался справиться с ним домашними средствами, но инфекция проникла внутрь, и на ноге началась гангрена. После окончания работы над фильмом Флиппена отправили в больницу на 10 недель . Флиппен рассказывал: «Врач сказал мне, что я могу оставаться в больнице и превратиться в овощ, или остаться без ноги. И я остался без ноги». Актёр пролежал в больнице до марта 1965 года, похудев за это время со 88 до 48 килограмм. Позднее он признался, что больше не будет играть никогда . Решив не становиться, как он выразился, «болванчиком», Флиппен продолжил актёрскую карьеру в кресле-каталке, играя, по словам Эриксона, «с энергией и остротой в фильмах и на телевидении вплоть до самой смерти».
После выхода из больницы Флиппен ежедневно практиковался дома в ходьбе с протезом и трижды в неделю тренировался в Университете Калифорнии в Лос-Анджелесе. Год спустя, сидя в кресле-каталке, он сыграл свою первую после ампутации роль в телесериале «Виргинцы» (1966). Затем последовала роль в телефильме «Слава — название игры» (1966), а также в таких сериалах, как «Айронсайд» (1967) и «Наименование игры» (1969). В фильме «Борцы с адом» (1968) он также играл в кресле-каталке. В течение нескольких следующих лет Флиппен продолжал играть в телевизионных фильмах, включая «Звук злобы» (1968), «Старик, который дал ложную тревогу» (1970) и «Сэм Хилл: Кто убил мистера Фостера?» (1971), который рассказывал о шерифе, который собирается выйти на пенсию. Флиппен также сыграл в таких художественных фильмах, как комедия про дом с привидениями «Дух хочет» (1967), вестерн «Файеркрик» (1968) с Джеймсом Стюартом, триллер «Борцы с адом» (1968), который основан на жизни тушителей нефтяных пожаров, а также разговорная драма «Семь минут» (1971) о звёздном актёре, который оказывается в суде за написание якобы порнографического романа. Это был последний фильм в карьере Флиппена, который вышел на экраны уже после его смерти.

## Актёрское амплуа и оценка творчества
Как отмечено в «Нью-Йорк Таймс», артистическая карьера комика и характерного актёра Джея С. Флиппена охватила более полувека. Начиная с подросткового возраста, Флиппен играл в менестрель-шоу и эстрадных представлениях, а в 1920-е годы он стал артистом музыкально-комедийного жанра на Бродвее и на радио. После Второй мировой войны в 47-летнем возрасте Флиппен перебрался в Голливуд, где вплоть до 1971 года сыграл более чем в 60 фильмах в кино и на телевидении, став «хорошо знакомым лицом для зрителей Золотой эпохи Голливуда».
Со своими седыми волосами, массивным телосложением, хриплым голосом, грубыми чертами лица, бульдожьими щеками и нависшими бровями, Флиппен часто играл суровых и неприветливых, но не обязательно отрицательных персонажей, кроме того, часто ему доставались комедийные роли. Он работал в широком диапазоне характерных ролей, играя преступников и искателей приключений, а также шерифов, тюремных надзирателей, высокопоставленных военных, барменов и фермеров.
Флиппен зарекомендовал себя как надёжный актёр второго плана, регулярно получая роли в фильмах с такими звёздами, как Джеймс Стюарт (с которым сыграл в восьми фильмах), Спенсер Трейси, Джон Уэйн, Боб Хоуп, Джозеф Коттен и Марлон Брандо. На протяжении своей карьеры Флиппен работал в широком диапазоне жанров, но особенно часто играл в вестернах, фильмах нуар и комедиях.
Как пишет Хэл Эриксон, «после нескольких лет чередования хриплых злодеев и симпатичных персонажей отеческого плана в кино, Флиппен расширил круг своих поклонников, сыграв роль главного старшины Нельсона в телевизионном ситкоме 1962 года „Энсин О’Тул“, который, хотя и продержался всего один сезон, был особенно популярен при последующих повторных показах».
Как отметила Хэннсберри, «известный юмор и остроумие Флиппена смогли превзойти только его мужество и целеустремлённость, которые он проявил после ампутации ноги, грозившей положить конец его карьере, и твёрдое стремление вернуться к полноценной жизни». Со свойственной ему скромностью Флиппен всегда благодарил жену Рут за то, что она придала ему силу духа, чтобы двигаться вперёд. Со свойственным ему юмором Флиппен говорил: «Всё это время она не давала мне забыть, что я в первую очередь актёр, а уж где-то потом — мужчина».

## Личная жизнь
В 1947 году Флиппен женился на голливудской сценаристке Рут Брукс, с которой прожил вплоть до своей смерти. У пары не было детей.

## Смерть
2 февраля 1971 года через несколько дней после выписки из больницы у Флиппена случилась аневризма сосудов головного мозга и он был срочно доставлен в больницу. Он умер 3 февраля 1971 года во время операции в больнице Голливуда, за месяц за своего 72 дня рождения .

## Фильмография
| Год       |     | Русское название                              | Оригинальное название                 | Роль                                                    |
| --------- | --- | --------------------------------------------- | ------------------------------------- | ------------------------------------------------------- |
| 1929      | кор | Домашняя редакция                             | The Home Edition                      |                                                         |
| 1934      | ф   | Выкуп в миллион долларов                      | Million Dollar Ransom                 | певец (в титрах не указан)                              |
| 1934      | ф   | Мари Галант                                   | Marie Galante                         | моряк в баре (в титрах не указан)                       |
| 1947      | ф   | Грубая сила                                   | Brute Force                           | Ходжес, надзиратель                                     |
| 1947      | ф   | Интрига                                       | Intrigue                              | Майк, бармен                                            |
| 1948      | ф   | Они живут по ночам                            | They Live by Night                    | Т-Даб                                                   |
| 1949      | ф   | Женский секрет                                | A Woman's Secret                      | Фаулер                                                  |
| 1949      | ф   | На кораблях по морю                           | Down to the Sea in Ships              | Люк Сьюэлл                                              |
| 1949      | ф   | О, прекрасная куколка                         | Oh, You Beautiful Doll                | Липпи Брэнниган                                         |
| 1950      | ф   | Дочь пирата                                   | Buccaneer's Girl                      | Джаред Хокинс                                           |
| 1950      | ф   | Человек из жёлтого такси                      | The Yellow Cab Man                    | Хьюго                                                   |
| 1950      | ф   | Любить этого грубияна                         | Love That Brute                       | Бифф Сейдж                                              |
| 1950      | ф   | Винчестер 73                                  | Winchester '73                        | сержант Уилкс                                           |
| 1950      | ф   | Два флага Запада                              | Two Flags West                        | сержант Терренс Дьюи                                    |
| 1951      | ф   | Лемон Дроп Кид                                | The Lemon Drop Kid                    | Стрит-Флэш Тони                                         |
| 1951      | ф   | Летающие морпехи                              | Flying Leathernecks                   | сержант Клэнси, начальник линии                         |
| 1951      | ф   | Леди из Техаса                                | The Lady from Texas                   | шериф Майк Макшейн                                      |
| 1951      | ф   | Народ против О’Хары                           | The People Against O'Hara             | Свен Норсон                                             |
| 1951      | с   | Время голливудского театра                    | Hollywood Theatre Time                | конферансье                                             |
| 1951      | ф   | Излучина реки                                 | Bend of the River                     | Джереми Бейл                                            |
| 1951      | ф   | Модель и сваха                                | The Model and the Marriage Broker     | Дэн Ченселлор                                           |
| 1952      | ф   | История в Лас-Вегасе                          | The Las Vegas Story                   | капитан Х.А. Харрис                                     |
| 1952      | ф   | Женщина Севера                                | Woman of the North Country            | Аксель Нордлунд                                         |
| 1953      | ф   | Грозовой залив                                | Thunder Bay                           | Кермит Макдональд                                       |
| 1953      | ф   | Каньон дьявола                                | Devil's Canyon                        | капитан Джек Уэллс                                      |
| 1953      | ф   | К востоку от Суматры                          | East of Sumatra                       | Мэк                                                     |
| 1953      | ф   | Дикарь                                        | The Wild One                          | шериф Стью Сингер                                       |
| 1954      | ф   | Прыжок                                        | Carnival Story                        | Чарли Грейсон                                           |
| 1954      | ф   | Далекий край                                  | The Far Country                       | Руб                                                     |
| 1954      | с   | Телевизионный театр от «Форд»                 | The Ford Television Theatre           | Том                                                     |
| 1955      | ф   | Пересечь шесть мостов                         | Six Bridges to Cross                  | Винсент Конкэннон                                       |
| 1955      | ф   | Человек без звезды                            | Man Without a Star                    | Стрэп Дейвис                                            |
| 1955      | ф   | Стратегическое воздушное командование         | Strategic Air Command                 | Том Дойл                                                |
| 1955      | ф   | Всегда хорошая погода                         | It's Always Fair Weather              | Чарльз З. Каллоран                                      |
| 1955      | ф   | Оклахома!                                     | Oklahoma!                             | Скидмор                                                 |
| 1955      | ф   | Кисмет                                        | Kismet                                | Джаван                                                  |
| 1955      | с   | Видеотеатр от «Люкс»                          | Lux Video Theatre                     | мистер Лейвери                                          |
| 1955—1957 | с   | Кульминация (5 эпизодов)                      | Climax!                               | разные роли                                             |
| 1956      | ф   | Убийство                                      | The Killing                           | Марвин Ангер                                            |
| 1956      | ф   | 7-я кавалерия                                 | 7th Cavalry                           | сержант Бейтс                                           |
| 1956      | ф   | Король и четыре королевы                      | The King and Four Queens              | бармен в Тачстоуне                                      |
| 1957      | ф   | Жаркая летняя ночь                            | Hot Summer Night                      | Орен Коббл                                              |
| 1957      | ф   | Общественный голубь номер один                | Public Pigeon No. One                 | лейтенант Росс Куолен                                   |
| 1957      | ф   | Клеймо Хэллидеев                              | The Halliday Brand                    | Чэд Баррис                                              |
| 1957      | ф   | Это случилось в полночь                       | The Midnight Story                    | сержант Джек Гиллен                                     |
| 1957      | ф   | Полёт стрелы                                  | Run of the Arrow                      | Блуждающий Койот                                        |
| 1957      | ф   | Ночной перегон                                | Night Passage                         | Бен Кимболл                                             |
| 1957      | ф   | Зверобой                                      | The Deerslayer                        | старик Том Хаттер                                       |
| 1957      | ф   | Пилот реактивного самолета                    | Jet Pilot                             | генерал-майор Блэк                                      |
| 1957      | ф   | Беспокойная порода                            | The Restless Breed                    | маршал Эванс                                            |
| 1957      | ф   | Жаркая летняя ночь                            | Hot Summer Night                      | Орен Коббл                                              |
| 1957      | ф   | Побег из Ред-Рока                             | Escape from Red Rock                  | шериф Джон Костейн                                      |
| 1957      | с   | Телевизионный театр от Goodyear               | Goodyear Television Playhouse         | Джеб                                                    |
| 1957      | с   | Час студии «Двадцатый век Фокс»               | The 20th Century-Fox Hour             | шеф Свонсон                                             |
| 1958      | ф   | Из ада в Техас                                | From Hell to Texas                    | Джейк Леффертфингер                                     |
| 1958      | с   | Разыскивается живым или мёртвым               | Wanted: Dead or Alive                 | Чут Уилсон                                              |
| 1958      | с   | Театр 90 (2 эпизода)                          | Playhouse 90                          | Счастливый Галлант/Лестер Карр                          |
| 1959      | с   | Шоу Дэвида Найвена                            | The David Niven Show                  | сержант Чарли Нельсон                                   |
| 1959      | с   | Диснейленд                                    | Disneyland                            | Поп Грисволд                                            |
| 1959      | с   | Театр от «Алкоа»                              | Alcoa Theatre                         | Донован                                                 |
| 1959      | с   | Театр Десилу от «Вестигхауса»                 | Westinghouse Desilu Playhouse         | Марвин                                                  |
| 1959—1965 | с   | Сыромятная плеть (3 эпизода)                  | Rawhide                               | Биггер Сетон/сержант Шалер/маршал Линдстрём             |
| 1959—1962 | с   | Неприкасаемые (2 эпизода)                     | The Untouchables                      | Большой Джо Холвак/Эл Морриси                           |
| 1960      | ф   | Дикая река                                    | Wild River                            | Хэмилтон Гарт                                           |
| 1960      | ф   | Грабители                                     | The Plunderers                        | шериф Маккоули                                          |
| 1960      | ф   | Стадс Лониган                                 | Studs Lonigan                         | отец Гилхоу                                             |
| 1960      | с   | Триллер                                       | Thriller                              | Гарри Ганс                                              |
| 1960      | с   | Шоссе 66                                      | Route 66                              | Натаниэл Хоббс                                          |
| 1960      | с   | Джонни Ринго                                  | Johnny Ringo                          | Гейб Джетро                                             |
| 1961      | с   | Лучший на посту                               | The Best of the Post                  | дядя Хэнк                                               |
| 1961      | с   | Дилижанс на Запад                             | Stagecoach West                       | Аарон Саттер                                            |
| 1962      | ф   | Как был завоёван Запад                        | How the West Was Won                  | Хаггинс (в титрах не указан)                            |
| 1962      | с   | Автобусная остановка                          | Bus Stop                              | Майк Кармоди                                            |
| 1962      | с   | Вслед за солнцем                              | Follow the Sun                        | Грэди Феллон                                            |
| 1962      | с   | Шоу Дика Ван Дайка                            | The Dick Van Dyke Show                | Весёлый Спэнглер                                        |
| 1962—1963 | с   | Энсин О’Тул (31 эпизод)                       | Ensign O'Toole                        | главный старшина Гомер Нельсон                          |
| 1963      | с   | Бонанза                                       | Bonanza                               | Барни Фуллер                                            |
| 1963      | с   | Шоу Дика Пауэлла                              | The Dick Powell Show                  | главный старшина                                        |
| 1963—1964 | с   | Правосудие Берка (3 эпизода)                  | Burke's Law                           | лейтенент Гроган/Билл, сержант в участке                |
| 1964      | ф   | В поисках любви                               | Looking for Love                      | мистер Ральф Фронт                                      |
| 1964      | с   | Дымок из ствола                               | Gunsmoke                              | Оуни                                                    |
| 1964      | с   | Театр саспенса от «Крафт»                     | Kraft Suspense Theatre                | Хью Рэмзи                                               |
| 1964      | с   | Гриндл                                        | Grindl                                | мистер Кейси                                            |
| 1965      | ф   | Кэт Баллу                                     | Cat Ballou                            | шериф Кардиган                                          |
| 1965      | с   | Отпускной театр                               | Vacation Playhouse                    | Кэппи Скидмор                                           |
| 1965      | с   | Величайшая из когда-либо рассказанных историй | The Greatest Story Ever Told          | пьяный солдат – двор Ирода Антиппы (в титрах не указан) |
| 1966      | тф  | Слава – название игры                         | Fame Is the Name of the Game          | Диззи Шейнер                                            |
| 1966      | с   | Шулеры                                        | The Rounders                          | Кенни Фарбуш                                            |
| 1966      | с   | Человек по имени Шенандоа                     | A Man Called Shenandoah               | Эндрю О’Рурк                                            |
| 1966—1969 | с   | Виргинцы (3 эпизода)                          | The Virginian                         | судья/Эйса Каф/Па Колби                                 |
| 1967      | ф   | Дух желает                                    | The Spirit Is Willing                 | Мама                                                    |
| 1967      | с   | Та девушка                                    | That Girl                             | сержант Фитцджеральд                                    |
| 1967      | с   | Дорога на запад                               | The Road West                         | судья Платт                                             |
| 1967      | с   | Айронсайд                                     | Ironside                              | лейтенант Джо Малдун                                    |
| 1968      | ф   | Файеркрик                                     | Firecreek                             | мистер Питтман                                          |
| 1968      | ф   | Борцы с адом                                  | Hellfighters                          | Джек Ломакс                                             |
| 1968      | тф  | Звук гнева                                    | The Sound of Anger                    | судья Прентисс                                          |
| 1968—1969 | с   | Защитник Джадд (2 эпизода)                    | Judd for the Defense                  | судья Крамер/судья                                      |
| 1969      | с   | Наименование игры (2 эпизода)                 | The Name of the Game                  | Зак Уиттен/Гроувер                                      |
| 1969      | с   | Мир Брэкена                                   | Bracken's World                       | Дэвид Колдвелл                                          |
| 1970      | тф  | Старик, которому не поверили                  | The Old Man Who Cried Wolf            | ростовщик                                               |
| 1970      | с   | А вот и невесты                               | Here Come the Brides                  | судья Прайор                                            |
| 1971      | тф  | Кто убил таинственного мистера Фостера?       | Who Killed the Mysterious Mr. Foster? | шериф Бен                                               |
| 1971      | ф   | Семь минут                                    | The Seven Minutes                     | Лютер Йеркс                                             |